# Sole giallo, sole nero/Se non è amore cos'è
 Sole giallo, sole nero/Se non è amore cos'è è un singolo del gruppo musicale Formula 3, pubblicato dall'etichetta discografica Numero Uno nel 1970.

## Tracce
1. Sole giallo, sole nero – 4:00
2. Se non è amore cos'è – 4:30

Durata totale: 8:30